# Takydromus toyamai
Takydromus toyamai är en ödleart som beskrevs av  Hisayoshi Takeda och OTA 1996. Takydromus toyamai ingår i släktet Takydromus och familjen lacertider. IUCN kategoriserar arten globalt som starkt hotad. Inga underarter finns listade i Catalogue of Life.